# Sân bay quốc tế Ottawa Mcdonald-Cartier
Sân bay quốc tế Ottawa/Mcdonald Cartier' (tiếng Anh: Ottawa/Macdonald-Cartier International Airport hay Macdonald-Cartier International Airport), (IATA: YOW, ICAO: CYOW), phục vụ Ottawa, Ontario, Canada. San bay được đặt tên theo tên Ngài John A. Macdonald và Ngài George-Étienne Cartier. Sân bay các trung tâm thành phố 10 km về phía Nam, là sân bay tấp nập thứ 6 ở Canada về lượng khách, thứ 9 về lượt chuyến với 3,8 triệu khách năm 2006. Năm 2003, sân bay được mở rộng, mở thêm một nhà ga mới. Ban lãnh đạo sân bay đã phê chuẩn việc mở rộng tiếp nhà ga hành khách vào ngày 4/4/2006. mở thêm 7000 m² và 12 cửa và 7 jetway. Nhà ga cũ, vẫn đang được sử dụng vào lúc cao điểm, sẽ được dỡ bỏ khi phần mở thêm này hoàn tất.
Ottawa International Airport is one of 8 Canadian Airports that has US Border Pre-clearance facilities.

## Lịch sử
Sân bay được mở cửa ban đầu tại khu Uplands trên cao nguyên miền nam Ottawa bởi Câu lạc bộ bay Ottawa. Trong Chiến tranh thế giới thứ 2, đây là nơi đóng trụ sở của Trường đào tạo bay dịch vụ số 2 của Kế hoạch đào tạo khối thịnh vượgn Anh, đào tạo phi công nâng cao ở Harvard và tàu bay Yale. Tháng 3/2006, Airports Council International đã chọn Ottawa Macdonald-Cartier International Airport là sân bay tốt thứ nhì ở châu Mỹ (Sân bay quốc tế Halifax đoạt giải nhất), và nằm trong top 10 sân bay tốt nhất thế giới.

## Các hãng hàng không và các điểm đến
- Air Canada (Calgary, Edmonton, Fort Lauderdale [seasonal], Halifax, London-Heathrow, Montreal, Orlando [seasonal], Toronto-Pearson, Vancouver) 
  - Air Canada Jazz (Boston, Halifax, Hamilton, London (ON), Montreal, New York-LaGuardia, Quebec City, Toronto-Pearson, Washington-Dulles, Winnipeg)
- Air Transat (Paris-Charles de Gaulle [seasonal], Punta Cana [seasonal, starts Summer 2007])
- American Airlines
  - American Eagle (Chicago-O'Hare)
- Bearskin Airlines (Sault Ste. Marie, Sudbury, Thunder Bay)
- Canadian North (Iqaluit)
- Continental Airlines
  - Continental Express operated by ExpressJet Airlines (Newark)
- Delta Air Lines
  - Delta Connection operated by Atlantic Southeast Airlines (Atlanta, Cincinnati/Northern Kentucky)
- First Air (Iqaluit)
- Flyglobespan (London-Gatwick) [begins May, 2007]
- Northwest Airlines
  - Northwest Airlink operated by Pinnacle Airlines (Detroit)
- Porter Airlines (Toronto-City Centre)
- Skyservice (Cancun, Cayo Coco, Holguin, Montego Bay, Puerto Plata, Samana, Varadero)
- Sunwing Airlines (Acapulco, Cancun, Orlando, Punta Cana, Varadero)
- Thomas Cook Airlines (London-Gatwick) [seasonal]
- United Airlines
  - United Express operated by SkyWest (Chicago-O'Hare)
  - United Express operated by Shuttle America (Chicago-O'Hare)
- US Airways
  - US Airways Express operated by Air Wisconsin (Philadelphia)
- WestJet (Calgary, Cancun [seasonal], Orlando [seasonal], Puerto Vallarta [seasonal], Punta Cana [seasonal], St. Maarten [seasonal], Tampa [seasonal], Toronto-Pearson, Vancouver [starts ngày 14 tháng 5 năm 2007], Winnipeg)
- Zoom Airlines (Cancun, Glasgow, La Romana, London-Gatwick, Orlando, Puerto Plata, Punta Cana, St. Maarten, Varadero)

## Cargo
- Cargojet Airways (Hamilton)
- FedEx Express (Buffalo, Memphis)
- Kelowna Flightcraft (Hamilton, Montreal-Mirabel)
- Skylink Aviation (Toronto-Pearson)

## Các hãng trước đây
- CanJet
- KLM Royal Dutch Airlines
- Wardair
- Canadian Airlines

## Bố trí sân bay

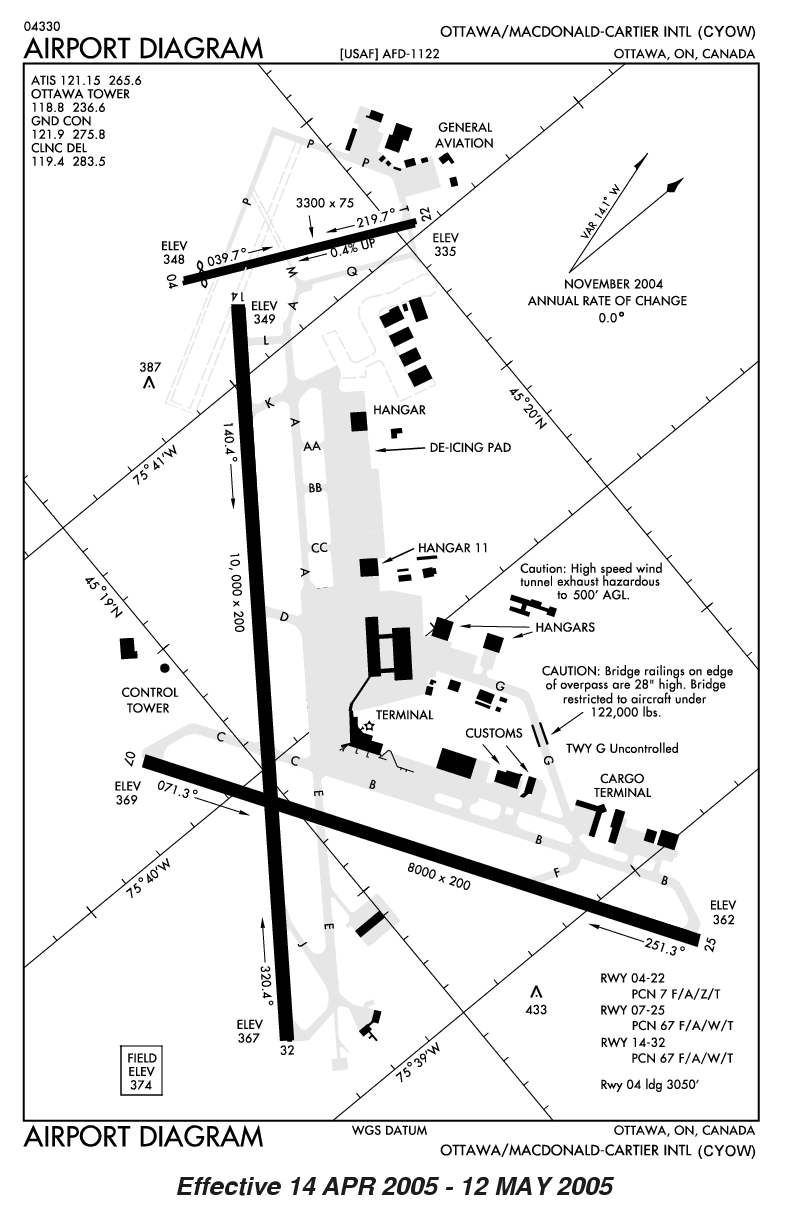
Sơ đồ của sân bay Ottawa

Sân bay này thực sự bao gồm hai sân bay riêng biệt nối với nhau bằng đường lăn. Sân nhỏ hơn ở phía Bắc, ban đầu gọi là Uplands ban đầu được thành lập bởi Câu lạc bộ bay Ottawa cuối những năm 1920 và được sử dụng bởi hãng Trans-Canada Airlines, tiền thân của Air Canada. Sân phía Bắc vẫn phổ biến cho general aviation, dù chỉ một trong các đường cất hạ cánh của nó 04/22, vẫn được dùng.
Sân phía Nam bao gồm 2 đường băng dài hơn 07/25 và 14/32, được thiết kế cho các hãng phản lực. Nhà ga hành khách được đặt ở phía bắc của giao cắt hai đường băng.